# Mangua secunda
Mangua secunda är en spindelart som beskrevs av Forster 1990. Mangua secunda ingår i släktet Mangua och familjen Synotaxidae. Inga underarter finns listade i Catalogue of Life.